# Aéroport du grand Binghamton
Pour les articles homonymes, voir BGM.
L'aéroport du grand Binghamton (en anglais : Greater Binghamton Airport) (code IATA : BGM • code OACI : KBGM • code FAA : BGM) est un aéroport situé huit miles au nord de Binghamton, dans le Comté de Broome, dans l'État de New York.

## Situation et accès

### Carte des aéroports dans l'État de New York
Note: Newark-Liberty n'est pas techniquement situé dans l'État de New York mais figure sur cette carte.

| \| 50 km1:1 725 000 \| Albany Binghamton Buffalo · Niagara Elmira/Corning Ithaca Long · Island LaGuardia Newburgh · Stewart Niagara · Falls Newark JFK Plattsburgh Rochester Syracuse Watertown Westchester |
| 50 km1:1 725 000 |

## Compagnies et destinations
| Compagnies       | Destinations       |
| ---------------- | ------------------ |
| Avelo Airlines   | Orlando            |
| Delta Connection | New York-LaGuardia |